# Bada (Betriebssystem)
Bada (Eigenschreibweise: bada) ist ein Betriebssystem für mobile Geräte, das durch Samsung 2010 und 2013 eingesetzt wurde. Der Name ist eine Nachbildung des koreanischen Wortes „바다“ für Ozean oder Meer aus Buchstaben des lateinischen Alphabets. Das Betriebssystem wurde von Samsung Electronics entwickelt und zwischen 2010 und 2013 bei seinen durch den Beinamen „Wave“ gekennzeichneten Smartphones in Asien und Europa eingesetzt (nicht in den USA). 
Als erstes Mobiltelefon mit Bada erschien im April 2010 das Flaggschiff-Modell Samsung Wave S8500. Zwei direkte Nachfolger im High-End-Bereich, verschiedene Modelle im mittleren Preissegment, zuletzt auch Low-End-Geräte, folgten bis Ende 2012. Im Februar 2013 gab Samsung bekannt, es werde das Betriebssystem nicht mehr weiterentwickeln. Teile des Systems und die Bada-Apps brachte Samsung in das von Intel und der Linux Foundation ins Leben gerufene und ebenfalls auf Linux basierende Nachfolger-Betriebssystem Tizen ein.

## Geschichte

### Einführung und Anfangserfolg
Bada wurde im Herbst 2009 angekündigt und noch im Dezember 2009 zusammen mit einem Software Development Kit (SDK) in London offiziell vorgestellt. Als erstes Mobiltelefon auf Basis von Bada präsentierte Samsung das Wave S8500 auf dem GSMA Mobile World Congress 2010 in Barcelona. Ende Mai 2010 kam das Gerät in Asien und Europa auf den Markt. Im Vergleich zur Konkurrenz hob es sich durch flache Bauweise und durch den Einsatz eines Sensorbildschirm in „Super-AMOLED-Technik“ hervor, der eine zu diesem Zeitpunkt als hoch geltende Auflösung von 480×800 Pixeln anzeigen konnte. In kurzer Folge erschienen drei weitere Geräte, und noch im Oktober desselben Jahres brachte Samsung mit dem Wave II S8530 als fünftes Gerät ein neues Flaggschiff-Modell heraus, auf dem bereits ab Werk die weiterentwickelte Bada-Version 1.2 installiert war.
Am 14. Februar 2011 kündigte Samsung an, das kommende Modell Wave 578 werde mit einem Chip für Near Field Communication (NFC) ausgerüstet. Die Unterstützung von NFC, die Fähigkeit der Geräte, ohne Access-Point über WLAN miteinander zu kommunizieren, und nicht zuletzt auch Multitasking zwischen Anwendungen, werde mit Bada Version 2.0 eingeführt, die bis September 2011 fertiggestellt werden sollte. Noch während des GSMA Mobile World Congress 2011 konnte Samsung auf einem Wave II S8530 eine Alpha-Version vorführen. Zu diesem Zeitpunkt erwarteten viele Experten, ähnlich wie für Windows Phone 7, dass Bada von der kommenden Verschmelzung mobiler Applikationen und dem mobilen Internet profitieren werde. Tatsächlich zeigte sich ein beachtlicher Erfolg in Deutschland mit seit Einführung des Betriebssystems mehr als 750.000 verkauften Endgeräten, aber auch insgesamt in Europa und Asien mit 3,5 Mio. Geräten im ersten Quartal 2011. Deutlich mehr als Windows Phone 7, mit weltweit lediglich 2,5 Millionen verkauften Geräten. Dieser Trend hielt jedoch nicht lange an. Das Samsung Wave II S8530, mit seinem als Sparmaßnahme oder als Rückschritt gegenüber dem Vorgängermodell verbauten LCD, konnte an die Verkaufszahlen des Vorgängers bei dessen Einführung nicht heranreichen.

### Bada 2.0
Große Erwartungen richteten sich auf die angekündigte neue Version des Betriebssystems. Auf der Internationalen Funkausstellung 2011 in Berlin ließ Samsung verlauten, Bada 2.0 werde nur auf neu vorgestellten Smartphones und für die drei Premium-Modelle erhältlich sein. Über Twitter gaben die Bada-Entwickler dann jedoch bekannt, ein Update auf Bada 2.0 werde bis Ende des Jahres für alle Wave-Smartphones erscheinen. Ab Juli 2011 tauchten im Internet mehrfach illegale Beta-Versionen für das Wave II S8530, dann auch für das Wave S8500 auf. 
Bis Ende 2011 erschienen drei Geräte mit vorinstallierter Version 2.0, darunter vor allem das Samsung Wave III S8600, wieder ein Nachfolger der Flaggschiff-Modelle. Die offizielle Verteilung der Software für die älteren Modelle über Kies verzögerte sich jedoch bis Februar (Wave II S8530) bzw. März des Jahres 2012 (Wave S8500). Für das Wave 525 und 544 wurde im Dezember das Erscheinen einer neuen Betriebssystemversion abgesagt, weil deren Hardware zu schwach sei. Samsung kündigte als Ersatz ein Wertpaket an. Als schließlich im 11. November 2012 mit fast einem Jahr Verspätung das Wave 723 seine neue Software über den Update-Dienstprogramm Kies erhielt, hatte Samsung bereits die Absicht erklärt, sein Bada-Betriebssystem in Tizen zu integrieren.

### Einstellung der Entwicklung
Im Februar 2013 wurde die Weiterentwicklungen für Bada offiziell gestoppt. Weitere Versionen (Bada 3.0) sollte es nicht mehr geben. Am 30. Mai 2013 wurde der sogenannte „Bada Premium Support Service“ für Entwickler eingestellt und die letzten Bada-Geräte im sogenannten „Remote Test Lab“ stillgelegt. Die aufkeimende Hoffnung, bei Samsung werde nun daran gearbeitet, Tizen auf die Wave-Geräte zu bringen, erfüllte sich nicht. Nach dieser Ankündigung fiel Badas Marktanteil drastisch und lag bereits im 2. Quartal 2013 unter einem Prozent.

## Architektur
|    | Anwendungen    |
|    |                |
| 4. | Framework      |
| 3. | Services       |
| 2. | Device         |
| 1. | (Linux-)Kernel |

Bada basiert auf Linux und ist aus vier Schichten aufgebaut:
1. Die erste Schicht ist ein Kernel, wobei laut Spezifikation entweder der Linux-Kernel oder ein anderer Kernel mit Echtzeitfähigkeit zum Einsatz kommen kann.
2. Die zweite, „Device“ (deutsch „Gerät“) genannte Schicht, ist eine Abstraktionsschicht, die Geräte und andere grundlegende Funktionen – wie die Zugriffsrechte oder einen Grafik-Server – für die darüber liegenden Schichten zur Verfügung stellt.
3. Als dritte Schicht sind die „Services“ (Dienste) vorhanden. Dabei handelt es sich neben einem Flash-Player und WebKit um Telefonie-Funktionen, Netzwerkprotokolle, GPS-Funktionen, Social-Networking-Clients, Replikations-Funktionen, Datenbank-Server, Lokalisation und ein PIM-Framework.
4. Das Framework ist die oberste Schicht. Sie umfasst die Benutzerschnittstelle und eine API. Anwendungen werden in C++ geschrieben. Viele bekannte GNU-Tools sind Teil von Bada, um die Entwicklung von Apps zu vereinfachen.

## Geräte
Smartphones mit installiertem Bada OS:
- Samsung Wave S8500
- Samsung Wave II S8530
- Samsung Wave III S8600
- Samsung Wave 525 S5250
- Samsung Wave 533 S5330
- Samsung Wave 575 S5750
- Samsung Wave 578 S5780
- Samsung Wave 723 S7230E
- Samsung Wave Y S5380
- Samsung Wave M S7250
- Teilweise auch Samsung S und GT-S Serie

## Kritik
In entwicklungstechnischer Hinsicht wurden folgende Aspekte an Bada kritisiert:
- Die Quelltexte der Apps aus Samsungs Online-Shop waren nicht öffentlich zugänglich, und Benutzer wurden daran gehindert, Anwendungen von anderen Servern herunterzuladen.[14]
- Die Programmierschnittstelle zu den Sensoren. Nur Näherungs-, Beschleunigungs-, Lokalisierungs- und Neigungssensoren sowie Magnetometer waren vorgesehen. Es konnten keine neuen Sensoren hinzugefügt werden, und Applikationen konnten nicht direkt auf Sensoren zugreifen, sondern nur auf die Informationen der Programmierschnittstelle.[14]
- Das "Bada Framework", erlaubte nur das Ausführen jeweils einer App zur selben Zeit. Multitasking wird zwischen der einen Applikation und den Basis-Anwendungen von Bada unterstützt, die im ROM gespeichert sind. Multitasking wurde erst mit Bada 2.0 eingeführt.

Bada-Nutzer kritisierten die im Vergleich zu iOS (Apple) und Android (Google) deutlich kleinere Zahl an Apps, vor allem das Fehlen der populären WhatsApp, Skype, TrackID oder Shazam. Für Dropbox war zwar eine App erhältlich, diese wurde aber nur von einem Drittanbieter zur Verfügung gestellt.

## Verbreitung

Absatzzahlen von Bada und Windows Phone im Vergleich, vom 2. Quartal 2010 bis 3. Quartal 2012

Weltweiter Verkauf von Bada Mobiltelefonen (Quelle: Gartner)
- 2. Quartal 2010: 0,577 Millionen, 0,9 % Marktanteil
- 3. Quartal 2010: 0,920 Millionen, 1,1 % Marktanteil
- 4. Quartal 2010: 2,026 Millionen, 2,0 % Marktanteil
- 1. Quartal 2011: 1,862 Millionen, 1,9 % Marktanteil
- 2. Quartal 2011: 2,055 Millionen, 1,9 % Marktanteil
- 3. Quartal 2011: 2,478 Millionen, 2,2 % Marktanteil
- 4. Quartal 2011: 3,111 Millionen, 2,1 % Marktanteil
- 1. Quartal 2012: 3,842 Millionen, 2,7 % Marktanteil
- 2. Quartal 2012: 4,208 Millionen, 2,7 % Marktanteil
- 3. Quartal 2012: 5,054 Millionen, 3,0 % Marktanteil
- 4. Quartal 2012: 2,684 Millionen, 1,3 % Marktanteil
- 1. Quartal 2013: 1,370 Millionen, 0,7 % Marktanteil

Ohne US-Markt, da Bada OS dort nicht eingeführt wurde.

## Versionen
| Version | Veröffentlichung | Wesentliche Neuerungen |
| ------- | ---------------- | --- |
| 1.0     | Juni 2010        | - Bada Release |
| 1.0.2   | September 2010   | - Verbesserte IMAP-Unterstützung - Optimierte OpenGL-API - Zusätzliche Widgets - Stabilitätsprobleme behoben |

Teile von Bada wurden in Tizen integriert

| 1.1     | Oktober 2010     | - Unterstützung der Auflösung WQVGA (240×400 Pixel) - AutoScale-Unterstützung - Erweiterte Systeminfo-API - Automatischer Wechsel von 3G zu WLAN (sofern WLAN aktiv und in der Nähe) - HTTP-Stream-Unterstützung |
| 1.2     | Dezember 2010    | - Cybercash- und Prepaid-Card-Unterstützung (nur China) - OpenGL-ES-Erweiterungen werden nun voll unterstützt - URI-Schema samsungapps:// hinzugefügt - Verbessertes Speichermanagement - Kein Kaufpopup bei Gratis-Apps |
| 2.0     | August 2011      | - Unterstützung der Auflösung HVGA (480×320 Pixel) - WAC2.0, HTML5, Near Field Communication, CSS3, FlashLite 4, ActionScript 3.0 Unterstützung - Multitasking - Neue Benutzeroberfläche (UI) mit TouchWiz 4.0 for Bada - Verbessertes Speichermanagement - WiFi-Direct-Unterstützung - Sprachausgabe- und -Erkennung ("Text-To-Speech" und "Speech-to-Text") - Multiscreen-Support (verbesserte Art von AutoScale) - Push Notification - VPN-Unterstützung - Überarbeitete Kamera-Anwendung - Sprachsteuerung |
| 3.0     | unveröffentlicht | - Dual-SIM-Unterstützung - Multicore-Unterstützung - Linux statt Samsung Handset Platform als Basis - Erweiterte Sprachsteuerung |